# سيلفستر مكوي
سيلفستر مكوي (بالإنجليزية: Sylvester McCoy)‏ مواليد 20 أغسطس 1943 في اسكتلندا، هو ممثل اسكتلندي بدأ مسيرته الفنية عام 1979. قام بدور راداغاست الساحر البني في سلسلة أفلام الهوبيت.

## الأعمال

### أفلام
- الهوبيت: رحلة غير متوقعة
- الهوبيت: قفرة سموغ

## وصلات خارجية
- سيلفستر مكوي على موقع IMDb (الإنجليزية)
- سيلفستر مكوي على موقع ألو سيني (الفرنسية)
- سيلفستر مكوي على موقع ميوزك برينز (الإنجليزية)
- سيلفستر مكوي على موقع أول موفي (الإنجليزية)
- سيلفستر مكوي على موقع قاعدة بيانات الأفلام السويدية (السويدية)
- سيلفستر مكوي على موقع إن إن دي بي (الإنجليزية)
- سيلفستر مكوي على موقع ديسكوغز (الإنجليزية)
- سيلفستر مكوي على موقع قاعدة بيانات الفيلم (الإنجليزية)
- سيلفستر مكوي على موقع كينوبويسك (الروسية)

- الموقع الإلكتروني